# Source orpheline
Une source orpheline est une concentration de radioisotope dont on a perdu la trace ou qui n'est plus sous un contrôle suffisant. Elle peut être le fruit d'une mauvaise gestion, d'un vol...  Elles sont sources d'incidents et d'accidents.
Au cours du XXe siècle, la radioactivité a connu de nombreuses applications dans l'industrie ou la médecine.  La multiplication des sources de radiations ionisantes cause un problème croissant de santé publique et nécessite une gestion stricte.

## Sources et documentation
- [PDF] « Identification des sources et des dispositifs radioactifs », AIEA (consulté le 8 mai 2010)